# Luiz Gonzaga Alves
Luiz Gonzaga Alves Filho (Cruzeiro do Sul, 20 de março de 1959), mais conhecido como Luiz Gonzaga, é um político brasileiro filiado ao PSDB. Atualmente, exerce seu segundo mandato como deputado estadual do Acre, eleito com 4.369 (1,03% dos válido) nas eleições de 2018.